# Уллу-Ахай I
Уллу-Ахай I — шамхал Тарковское шамхальство в XV веке, преемник Чингиз-Шаухала и представитель династии Чингизидов.

## Происхождение и династия
Уллу-Ахай I принадлежал к династии Чингизидов, которые легитимизировали власть шамхалов и обеспечивали преемственность власти в регионе.

## Политическая деятельность
Уллу-Ахай I продолжил политику укрепления Тарковского шамхальства, развивая централизованное управление и укрепляя влияние шамхальства на кумыкские и соседние территории.

## Религиозный аспект
Продолжал поддерживать и распространять ислам суннитского толка, что способствовало укреплению религиозной и политической легитимности его власти.

## Внешняя политика
Уллу-Ахай I взаимодействовал с соседними государственными образованиями Северного Кавказа, поддерживая союзы и балансируя влияние между Золотой Ордой и региональными феодалами.

## Наследие
Его правление способствовало дальнейшей консолидации кумыкских земель и укреплению роли шамхалов как политических и религиозных лидеров региона.